# Сальто (Уругвай)
Са́льто (ісп. Salto) — друге за розміром місто Уруґваю, столиця однойменного департаменту. Розташоване в північно-західній частині країни, на лівому березі річки Уругвай, по якій проходить кордон із сусідньою Аргентиною.

## Клімат
Місто знаходиться у зоні, котра характеризується вологим субтропічним кліматом. Найтепліший місяць — січень із середньою температурою 25 °C (77 °F). Найхолодніший місяць — червень, із середньою температурою 11.7 °С (53.1 °F).
| Клімат Сальто           | Клімат Сальто | Клімат Сальто | Клімат Сальто | Клімат Сальто | Клімат Сальто | Клімат Сальто | Клімат Сальто | Клімат Сальто | Клімат Сальто | Клімат Сальто | Клімат Сальто | Клімат Сальто | Клімат Сальто |
| Показник                | Січ.          | Лют.          | Бер.          | Квіт.         | Трав.         | Черв.         | Лип.          | Серп.         | Вер.          | Жовт.         | Лист.         | Груд.         | Рік           |
| Абсолютний максимум, °C | 42,2          | 41,6          | 39,9          | 35            | 31,8          | 29            | 31,6          | 32,4          | 34,4          | 37,8          | 39            | 41            | 42,2          |
| Середній максимум, °C   | 31,5          | 30,3          | 27,8          | 23,9          | 20,6          | 17,1          | 17,3          | 19            | 20,8          | 24,2          | 26,9          | 30,2          | 24,1          |
| Середня температура, °C | 25            | 23,9          | 21,6          | 18,1          | 15            | 11,7          | 12            | 13,2          | 14,9          | 18            | 20,7          | 23,5          | 18,1          |
| Середній мінімум, °C    | 18,7          | 17,9          | 16            | 12,7          | 10            | 7,2           | 7,3           | 8             | 9,1           | 11,9          | 14,2          | 17,1          | 12,5          |
| Абсолютний мінімум, °C  | 8,4           | 7             | 4,7           | 1,5           | −1,3          | −5,3          | −3,9          | −2,2          | −3            | 0,9           | 2,3           | 5,4           | −5,3          |
| Норма опадів, мм        | 120           | 110           | 130           | 130           | 90            | 80            | 70            | 60            | 100           | 120           | 110           | 100           | 1270          |
| Днів з опадами          | 5             | 6             | 5             | 5             | 5             | 5             | 4             | 4             | 5             | 6             | 5             | 5             | 60            |
| Вологість повітря, %    | 63            | 68            | 72            | 75            | 78            | 80            | 78            | 74            | 72            | 69            | 67            | 64            | 72            |
| ----------------------- | ------------- | ------------- | ------------- | ------------- | ------------- | ------------- | ------------- | ------------- | ------------- | ------------- | ------------- | ------------- | ------------- |
| Джерело: Weatherbase    |               |               |               |               |               |               |               |               |               |               |               |               |               |

## Історія
Місто було створене у 1817 році на місці колишніх бразильських укріплень.
У цей час, не враховуючи міста-мільйонера Монтевідео, столиці країни, Сальто — єдине місто Уругваю, де населення перевищило 100 000 жителів.

## Економіка
У місті діють м'ясоконсервні підприємства. Розвинене суднобудування. Неподалік від міста побудована Велика Гребля Сальто (ісп. Represa Salto Grande). Вона також виконує роль моста, що зв'язує Аргентину та Уругвай.
Проте основу економічного розвитку міста в останні роки складають туризм і тісні торговельні відносини з сусідньою Аргентиною, оскільки Сальто розташований на самому кордоні з аргентинським містом Конкордія — їх відділяє лише річка Уругвай. У Сальто створився імідж своєрідної уругвайської Ібіси, де значну частину часу місцеве населення та туристи приділяють нічному способу життя, вечіркам.

## Відомі люди
- Енріке Аморім — письменник і драматург.
- Орасіо Кіроґа — письменник.
- Хосе Леандро Андраде — футболіст, чемпіон світу 1930 року.
- Педро Роча — один з найсильніших футболістів світу 1960-х років, півфіналіст ЧС-1970.
- Луїс Альберто Суарес — футболіст, півфіналіст чемпіонату світу 2010
- Едінсон Кавані — футболіст, півфіналіст чемпіонату світу 2010